# Hội sinh thái
Hội (hay bang hội sinh thái) là bất kỳ nhóm loài nào khai thác cùng một tài nguyên hoặc khai thác các tài nguyên khác nhau theo những cách liên quan. Không cần thiết rằng các loài trong hội chiếm giữ các hốc sinh thái giống nhau, hoặc thậm chí tương tự. Một hốc sinh thái được định nghĩa là vai trò của một sinh vật trong cộng đồng của nó, tức là cá thể phân hủy, hay cá thể sản xuất chính, v.v... hội được xác định theo vị trí, thuộc tính hoặc hoạt động của các loài thành phần. Ví dụ, chế độ thu nhận chất dinh dưỡng, tính cơ động và khu vực sinh sống mà các loài chiếm giữ hoặc khai thác có thể được sử dụng để xác định hội. Số lượng hội chiếm một hệ sinh thái được gọi là sự chênh lệch của nó. Các thành viên của hội trong một hệ sinh thái nhất định có thể cạnh tranh các nguồn tài nguyên, như không gian hoặc ánh sáng, trong khi hợp tác chống lại áp lực gió, thu hút côn trùng thụ phấn hoặc phát hiện động vật săn mồi, như xảy ra giữa linh dương và ngựa vằn sống ở thảo nguyên.
Một hội thường không có ranh giới nghiêm ngặt, hoặc thậm chí được xác định rõ ràng, cũng không cần phải gắn kết về mặt phân loại. Một hội được xác định rộng rãi hầu như sẽ luôn có các hội nhỏ cấu thành; ví dụ, hội chăn thả sẽ có một số loài tập trung vào thức ăn thô xanh, dồi dào, trong khi những loài khác tập trung vào những cây phát triển thấp, mịn hơn. Mỗi hội trong số hai hội đó có thể được coi là hội trong bối cảnh thích hợp, và đến lượt chúng, có thể có các hội phụ trong bối cảnh chọn lọc chặt chẽ hơn. Một số tác giả thậm chí còn nói về các hội theo mô hình tài nguyên phân dạng. Khái niệm này phát sinh trong một số bối cảnh liên quan, chẳng hạn như lý thuyết trao đổi chất của sinh thái học, mô hình tỷ lệ chiếm hữu và phân tích không gian trong sinh thái học, tất cả đều là những khái niệm cơ bản trong việc xác định hội.
Một hội sinh thái không được nhầm lẫn với một nhóm taxocene, một nhóm các sinh vật liên quan đến phát sinh gen trong một cộng đồng không nhất thiết phải chia sẻ các hốc sinh thái giống nhau hoặc tương tự (ví dụ: "cộng đồng côn trùng"). Cũng không phải là một hội giống như một loài chiến lợi phẩm, những sinh vật cùng loài có những kẻ săn mồi và con mồi lẫn nhau.

## Hội ví dụ
- Động vật ăn lá trên mặt đất
- Động vật ăn lá trên tán
- Động vật ăn xác thối
- Động vật gặm cỏ
- Thân thảo có hoa
- Thân thảo (cỏ, bắc và cói)
- Sinh vật phù du
- Sinh vật hoại sinh
- Cây bụi
- Cây gỗ
- Cây dây leo
- Động vật ăn cá